# Atanas Tarev
Atanas Tarev (Bulgaria, 31 de enero de 1958) es un atleta búlgaro, especializado en la prueba de salto con pértiga en la que llegó a ser medallista de bronce del mundo en 1983.

## Carrera deportiva
En el Mundial de Helsinki 1983 ganó la medalla de bronce en salto con pértiga, saltando 5.60 metros, tras los soviéticos Sergei Bubka (oro con 5.70 metros) y Konstantin Volkov, plata también con 5.60 m, pero en menos intentos.